# Chaptalia hidalgoensis
Chaptalia hidalgoensis là một loài thực vật có hoa trong họ Cúc. Loài này được L.Cabrera & G.L.Nesom mô tả khoa học đầu tiên năm 2003.